# Cicindela campestris
Cicindela campestris Linnaeus, 1758 è un coleottero carabide della sottofamiglia Cicindelinae.

## Descrizione

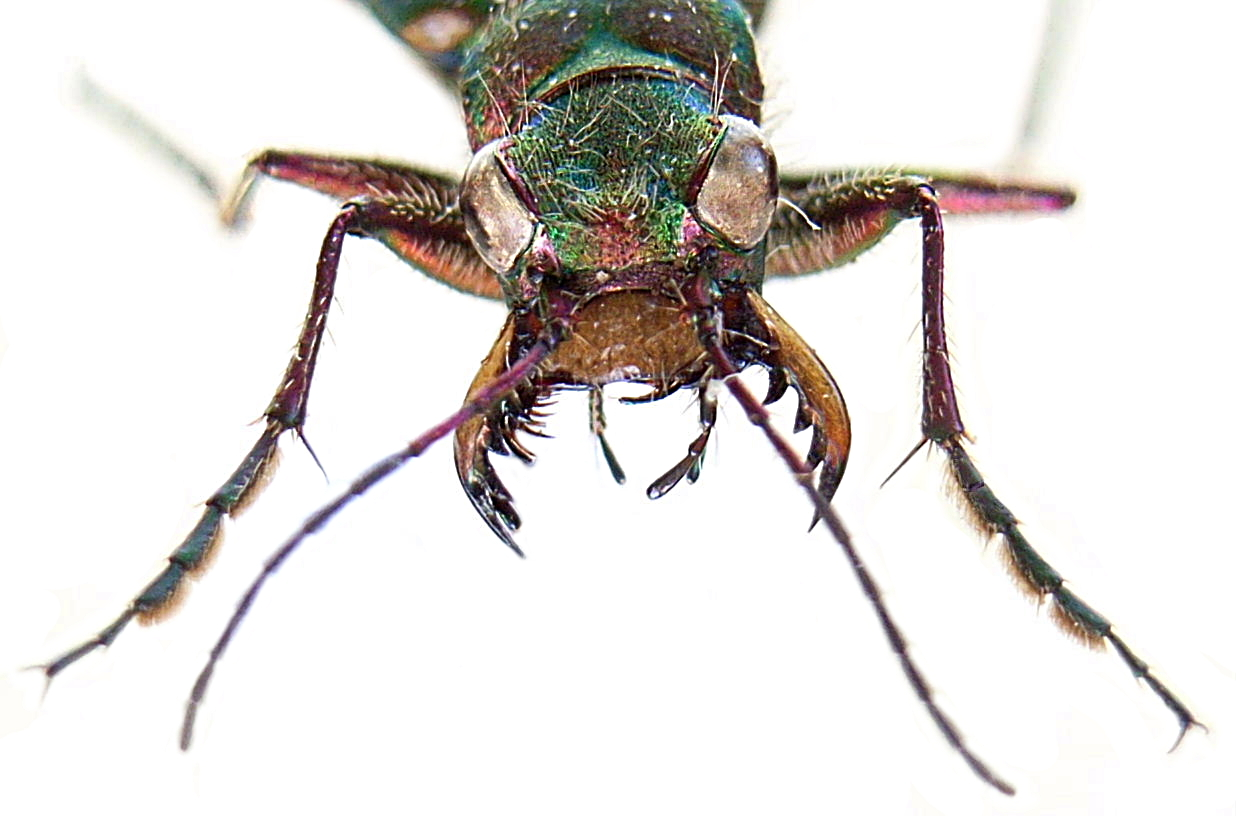
Primo piano della testa con apparato masticatore in evidenza.

È una cicindela lunga 10–14 mm, con elitre di colore verde brillante e disegno elitrale bianco, formato da una lunula omerale e una apicale divise in due piccoli punti; un punto bianco nel mezzo del bordo laterale e uno sul disco. Nella femmina è presente una macchia circolare nera ai lati della sutura, nel terzo anteriore.

I lati del pronoto, lo scutello, le zampe, e i primi 4 articoli delle antenne sono color rame; inferiormente la colorazione è verde-bluastra. La fronte e il primo articolo delle antenne sono pubescenti.

## Biologia
C. campestris è un predatore attivo: gli adulti si muovono in mezzo all'erba in cerca di prede che ghermiscono con le potenti mandibole. Anche le larve sono predatrici ma a differenza degli adulti non sono agili nello spostarsi, pertanto la loro tecnica di caccia consiste nell'attendere nascoste nella tana il passaggio di un altro insetto in prossimità dell'entrata per poi ghermirlo con un agguato.

## Distribuzione e habitat
È ampiamente diffusa in tutta Europa, dalla Spagna alla Finlandia, in Nord Africa e nel Medio Oriente.
Predilige terreni soleggiati ed asciutti.

## Tassonomia
Comprende le seguenti sottospecie:
- Cicindela campestris campestris - sottospecie nominale
- Cicindela campestris atlantis Mandl, 1944 - diffusa in Nord Africa
- Cicindela campestris balearica Sydow, 1934 - endemismo delle isole Baleari
- Cicindela campestris cyprensis Mandl, 1944 - endemismo di Cipro
- Cicindela campestris nigrita Dejean, 1825 - diffusa in Corsica e Sardegna
- Cicindela campestris olivieria Brulle, 1832 - diffusa in Croazia, Serbia, Kosovo, Voivodina, Montenegro, Bosnia ed Erzegovina, Macedonia del Nord, Grecia, Turchia
- Cicindela campestris palustris Motschulsky, 1840 - diffusa in Bulgaria e Turchia
- Cicindela campestris pontica Fischer von Waldheim, 1828 - presente in Azerbaigian, Bulgaria, Georgia, Kazakistan, Moldavia, Russia, Turchia, Ucraina
- Cicindela campestris saphyrina Gene, 1836 - endemismo ristretto dell'Isola di San Pietro (Sardegna)
- Cicindela campestris siculorum Schilder, 1953 - endemica della Sicilia
- Cicindela campestris suffriani Loew, 1843 - diffusa a Creta, nelle isole Cicladi e nelle isole del Dodecanneso.